# Earthquake (альбом)
Earthquake — первый студийный альбом группы Electric Sun немецкого гитариста Ули Джон Рота, изданный в 1979 году. Диск получился с очевидным влиянием Джими Хендрикса, что подтвердил сам Ули Джон Рот в своём интервью: «Я намеренно шёл в этом направлении, потому что чувствовал вдохновение от всей концепции и атмосферы Джими Хендрикса… Я впитал всё это, выучил это и сделал это своим, и Electric Sun были под очень большим влиянием этого, но в то же время я также привнёс больше классических оттенков, чем когда-либо использовал во времена Scorpions. На первом альбоме было определенное влияние Хендрикса»

## Об альбоме
В 1977 году гитарист Ульрих Рот уведомил группу Scorpions о своём желании начать сольную карьеру. Причиной ухода стало стремление исполнять музыку, отличающуюся от направления коммерческого хард-рока, в котором двигалась группа. Ули Рот вспоминает: «В 1977 году я вел немного двойственное существование; я написал некоторые песни для Scorpions, такие как „The Sails of Charon“, „Your Light“, „I've Got to Be Free“ и некоторые другие вещи. Но я также уже написал музыку для Electric Sun, которая была совсем другой. Я не был так движим успехом, и группа, очевидно, с каждым годом становилась всё более успешной. К тому времени у нас уже были наши первые золотые альбомы».
Параллельно с написанием материала для альбома Taken by Force 1977 года, Ули также написал композицию «Earthquake», а также такие произведения, как «Sundown», «Winterdays» и «Japanese Dream».
Центральная композиция альбома под названием «Earthquake» была 10-минутной полусимфонической феерией и гитарным фейерверком. «Я знал, что не смогу принести это на стол Scorpions. Это было бы совершенно неуместно. И я придумал всё больше и больше этих вещей. Тогда я понял, что должен уйти, потому что хотел быть свободным для этого», — заявил гитарист в интервью Ultimate Guitar.
Песня «Winterdays» также была написана, когда Ули был еще со Scorpions, под впечатлением от наступившей зимы. Везде был свежий снег, и музыка идеально сочеталась с этим впечатлением.
После гастролей по Японии, прошедших с большим успехом в 1978 году, был издан двойной концертный альбом Tokyo Tapes — последняя запись с участием Ули, после чего он официально покинул Scorpions. «Это было не то, что меня интересовало; я писал музыку таким образом, чтобы быть более свободным. И в Scorpions, я думаю, я зашел так далеко, как мог, в тот момент. Если бы я остался на других альбомах, я бы продолжил в том же ключе, что и Tokyo Tapes, но материал Electric Sun никогда бы не был сделан», — сказал Ули Джон Рот.
В 2023 году под собственным лейблом Рота Alpha Experium вышло переиздание альбома Earthquake, который был восстановлен с оригинальных мастер-лент и ремастерирован в Dierks Studios в Пульхайме, Германия.  Этот релиз дополняют две эксклюзивные импровизации, «Spirits Soar 1978» и «Between The Tides 1978», которые представлены в качестве бонусных треков.

## Критика
Обозреватель Allmusicguide отдаёт должное прекрасной игре Рота на гитаре, одновременно отмечая его посредственный вокал: «С одной стороны, здесь была слава гитарной работы Рота, с ее легкими плавными мелодическими линиями, неожиданными поворотами воображения, поразительными импровизациями, полным контролем тона и текстуры, и ни одной ноты, потраченной впустую; с другой стороны, был носовой и непослушный голос Ули, бессвязный о болезненно архаичных темах цветочного ребенка, беспомощный из-за его тяжелого немецкого акцента».
Отвечая на вопрос «как бы звучали Scorpions, если бы Рот остался?» обозреватель портала Defenders of the Faith предлагает послушать дебютный альбом Electric Sun Earthquake (1979), чтобы получить довольно хорошее представление. «После Scorpions Рот смягчил металлические акценты и удвоил прогрессив и психоделическую сторону вещей. Влияние Хендрикса на небывалой высоте, а соло Рота занимают центральное место. Что может быть лучше, чтобы объявить о приходе новой творческой главы, чем соло, столь же обжигающе горячее, как в первом треке „Electric Sun“?»

## Список композиций
- Автор всех композиций — Ули Джон Рот

1. "Electric Sun" 5:16
2. "Lilac" 2:49
3. "Burning Wheels Turning" 6:41
4. "Japanese Dream" 3:52
5. "Sundown" 4:06
6. "Winterdays" 1:25
7. "Still So Many Lives Away" 4:40
8. "Earthquake" 10:31

## Участники записи
Electric Sun
- Ули Джон Рот — гитара, вокал
- Клайв Эдвардс — ударные
- Уле Ритген — бас-гитара